# Gordionus lunatus
Gordionus lunatus är en tagelmaskart som beskrevs av Müller 1927. Gordionus lunatus ingår i släktet Gordionus och familjen Chordodidae. Inga underarter finns listade i Catalogue of Life.